# Кузнецов, Анатолий Петрович
Анато́лий Петро́вич Кузнецо́в (2 ноября 1943 — 31 августа 2015) — советский и российский дипломат. Чрезвычайный и полномочный посол (2005).

## Биография
Окончил Московский государственный институт международных отношений (МГИМО) МИД СССР (1970). Владеет испанским и английским языками. Кандидат исторических наук.
На дипломатической работе с 1970 года.
- В 1990—1995 годах — советник-посланник Посольства СССР, затем (с 1991) России в Испании.
- В 1996—1999 годах — заместитель директора Третьего Европейского департамента МИД России.
- С 9 марта 1999 по 11 октября 2001 года — чрезвычайный и полномочный посол Российской Федерации в Никарагуа и по совместительству в Гондурасе и Сальвадоре[1][2].
- С 11 октября 2001 по 31 января 2006 года — чрезвычайный и полномочный посол Российской Федерации в Перу[3][4].
- В 2006—2011 годах — советник председателя Совета Федерации России.
- С 2012 года — внештатный советник заместителя председателя Государственной Думы России.

Являлся профессором кафедры дипломатии МГИМО, председателем редакционного совета международного журнала «VIGIL».
Похоронен на Троекуровском кладбище (участок 25а).

## Дипломатический ранг
- Чрезвычайный и полномочный посланник 2 класса (2 июля 1992)[5].
- Чрезвычайный и полномочный посланник 1 класса (27 июня 2001)[6].
- Чрезвычайный и полномочный посол (5 марта 2005)[7].

## Награды
- Орден Изабеллы Католической (Испания).
- Орден «Большой крест Хосе Марколета» (Никарагуа).
- Медаль ордена «За заслуги перед Отечеством» II степени (16 марта 2011) — за достигнутые трудовые успехи и многолетнюю добросовестную работу[8].